# Capnia noshaqensis
Capnia noshaqensis är en bäcksländeart som beskrevs av Kawai 1966. Capnia noshaqensis ingår i släktet Capnia och familjen småbäcksländor. Inga underarter finns listade i Catalogue of Life.